# Китятки гіркі
{{#ifeq:0|0|{{#if:Polygala amara|{{#if:|[[]}}|[[]]}}}}
Китятки гіркі (Polygala amara) — вид квіткових рослин з родини китяткових (Polygalaceae).

## Морфологічна характеристика
Багаторічна рослина 5–25 см заввишки. Стебла численні, висхідні, лише слабо розгалужені або нерозгалужені, слабо запушені. Нижні листки зібрані в приземну розетку, значно більші за стеблові, яйцеподібні або ланцетні, 10–35 мм завдовжки, 6–14 мм завширшки. Стеблові листки ланцетні, посередині найширші, загострені. Квітконосні пагони багатоквіткові (спочатку щільні, пізніше подовжені й не щільні), до 10 см завдовжки. Крила 3–4.5 мм завдовжки, зазвичай довші за коробочки. Квітки світло-фіолетові, темно-сині, блакитні чи білі. Чашолистки ланцетні. Коробочка подовжено-серцеподібна, 4 мм завдовжки. Насіння видовжено-еліпсоїдне чи яйцювате, верхівка округла, з білуватим арилом в основі, поверхня гладка, блискуче густо запушена, чорнувата. 2n=28. 

## Поширення
Росте у Європі (Італія, Швейцарія, Австрія, Чехія, Словаччина, Німеччина, Угорщина, Польща, Румунія, Україна, Чорногорія, Хорватія, Словенія, Сербія). Росте на схилах гір переважно на неглибоких ґрунтах.
В Україні росте на скелях, вапняках — у Карпатах (хр. Свидовець Чивчино-Гринявські гори. Мармарошські Альпи).